# 33 Tauri
33 Tauri, eller V817 Tauri, är en roterande variabel av Alfa2 Canum Venaticorum-typ (ACV) i Oxens stjärnbild.
33 Tau har visuell magnitud +6,06 och varierar i amplitud med 0,05 magnituder och en period på 1,48778 dygn.